# Гайдучик, Виталий Викторович
Вита́лий Ви́кторович Гайду́чик (бел. Віталь Віктаравіч Гайдучык; род. 12 июля 1989, Брест) — белорусский футболист, защитник. Мастер спорта международного класса.

## Клубная карьера
Воспитанник брестской СДЮШОР-5. Первый тренер — Александр В. Руденко. В 2007 году подписал контракт с брестским «Динамо». В сезоне 2012 — капитан «Динамо».
5 сентября 2012 года подписал трёхлетний контракт с БАТЭ, который вступил в силу с 11 января 2013 года — сразу по окончании срока действия контракта футболиста с «Брестом». Дебютировал в ответном матче Лиги Европы против турецкого «Фенербахче» 21 февраля 2013 года. В дальнейшем закрепился в центре обороны борисовчан. В сезоне 2014 потерял место в старте и появлялся на поле в случае травм основных игроков (Егора Филипенко и Дениса Полякова). В январе 2016 года продлил контракт с клубом. Начало сезона провёл на скамейке запасных. Только осенью, в связи с травмами Каспара Дубры и Неманьи Милуновича, выходил в стартовом составе.
В январе 2017 года был отдан в аренду греческому «Астерасу». В мае вернулся в состав БАТЭ. Сначала в основном оставался на скамейке запасных, но уже с августа стал играть в стартовом составе.
В январе 2018 года по окончании контракта покинул борисовский клуб. Некоторое время тренировался с «Рухом», а в феврале отправился на просмотр в казахстанский клуб «Актобе», который завершился безуспешно. Впоследствии подписал контракт с литовской «Судувой». Был одним из основных игроков команды. По окончании сезона 2018 покинул клуб.
В январе 2019 года подписал контракт с «Торпедо-БелАЗ». Начинал сезон игроком основы, однако в августе потерял место в составе, играл за дублирующий состав. Только в ноябре вновь стал появляться в основной команде. В январе 2020 года покинул жодинский клуб.
В феврале 2020 года перешёл в брестский «Рух». Начинал сезон 2020 в стартовом составе команды, с августа стал реже появляться на поле. В январе 2021 года покинул клуб.
В феврале 2021 года подписал контракт с брестским «Динамо».
1 июля 2021 года контракт между Гайдучиком и брестским «Динамо» был расторгнут из-за нежелания футболиста играть в одой команде с игроками, подписавшими письмо в поддержку режима Александра Лукашенко.

## Карьера в сборной
Бронзовый призёр молодёжного чемпионата Европы 2011 в Дании. Сыграл на турнире в третьем матче против сборной Швейцарии, выйдя на замену на 70-й минуте (0:3). Выступал за олимпийскую сборную Беларуси в товарищеских матчах.

## Достижения
БАТЭ
- Чемпион Беларуси (5): 2013, 2014, 2015, 2016, 2017
- Обладатель Суперкубка Беларуси (3): 2013, 2014, 2016
- Обладатель Кубка Беларуси: 2014/15

«Судува»
- Чемпион Литвы: 2018

Молодёжная сборная Беларуси
- Бронзовый призёр молодёжного чемпионата Европы: 2011